# Símbolos (serie de televisión)
Símbolos (en polaco: Znaki) es una serie de drama y suspenso polaca, creada por Przemysława Hoffmann y Błażeja Przygodzkiego, y producida por ATM Grupa, AXN Central Europe y Telewizja Polsat.

## Trama
La historia tiene lugar en la ciudad ficticia de Sowie Doły, en las montañas del Búho. Cuando una mujer es asesinada en el lago cerca de una mina local, el comisario Michał Trela, el nuevo comandante de la policía de la ciudad, quien recientemente se mudó a Sowie Doły con su hija, se hace cargo del caso. Durante la investigación aparecen hilos de años anteriores, relacionados tanto con el reciente asesinato como con el de un estudiante unos años antes, cuyo caso nunca se resolvió.

## Reparto
- Andrzej Konopka como Michał Trela.
- Helena Sujecka como Adrianna Nieradka.
- Piotr Trojan como Krzysztof Sobczyk.
- Michał Czernecki como Błażej Nieradka.
- Mirosław Kropielnicki como Antoni Paszke.
- Andrzej Mastalerz como Jonasz.
- Małgorzata Hajewska-Krzysztofik como Zofia Bławatska.
- Magdalena Żak como Nina.
- Helena Englert como Agata Paszke.
- Dobromir Dymecki como Robert Paszke.
- Robert Gulaczyk como Paweł Piotrowski.
- Paulina Gałązka como Dorota.
- Rafał Cieszyński como Padre Roman Śmigielski.
- Teresa Kwiatkowska como Bogumiła.
- Zbigniew Stryj como Jan Dzikowski.
- Karolina Owczarz como Martyna.
- Mariusz Ostrowski como Targosz.
- Rafał Mohr comoTwerski.
- Barbara Wypych como Kaja.
- Ewa Jakubowicz como Eliza Konieczna.
- Krzysztof Zawadzki como Adam.
- Sławomir Grzymek como Feliks Szmidt.

## Temporadas
| Temporada | Episodios | Estreno               | Final                   |
| --------- | --------- | --------------------- | ----------------------- |
| 1         | 8 (1-8)   | 10 de octubre de 2018 | 28 de noviembre de 2018 |
| 2         | 8 (9-16)  | 7 de abril de 2020    | 26 de mayo de 2020      |

## Lanzamiento
La primera temporada se transmitió en AXN del 10 de octubre al 28 de noviembre de 2018, y la segunda desde el 7 de abril al 26 de mayo de 2020.